# Finnstick
Le finnstick, ou  bâton finlandais, est comme son nom l'indique, un bâton, usuellement avec une fourche à son bout, sur lequel sont posées les jumelles pour les garder au niveau de l'œil, permettant ainsi de reposer les bras.

## Description
Cela est utile pour des périodes d'observation longues, comme le suivi de la chasse d'un faucon, l'observation des oiseaux de mer depuis la côte ou sur un bateau. 
Bâton finlandais (finnstick) est le nom donné par les observateurs d'oiseaux pour désigner un bâton dans le but de supporter des jumelles. Une extrémité du bâton supporte les jumelles et l'autre est reposée sur le ventre de l'ornithologue.
Ces bâtons sont originaires de Finlande où ils sont appelés staijikeppi. 
On peut fabriquer soi-même ces bâtons, avec une branche de 4 à 6 cm de diamètre et de 60 à 100 cm de longueur, avec un trident naturel à son bout, installée sous le barillet des jumelles.